# Municipio de New London (Ohio)
El municipio de New London (en inglés: New London Township) es un municipio ubicado en el condado de Huron en el estado estadounidense de Ohio. En el año 2010 tenía una población de 3268 habitantes y una densidad poblacional de 48,13 personas por km².

## Geografía
El municipio de New London se encuentra ubicado en las coordenadas 41°5′54″N 82°23′29″O / 41.09833, -82.39139. Según la Oficina del Censo de los Estados Unidos, el municipio tiene una superficie total de 67.9 km², de la cual 66.58 km² corresponden a tierra firme y (1.94%) 1.32 km² es agua.

## Demografía
Según el censo de 2010, había 3268 personas residiendo en el municipio de New London. La densidad de población era de 48,13 hab./km². De los 3268 habitantes, el municipio de New London estaba compuesto por el 96.24% blancos, el 1.59% eran afroamericanos, el 0.06% eran amerindios, el 0.09% eran asiáticos, el 0.12% eran isleños del Pacífico, el 0.09% eran de otras razas y el 1.81% pertenecían a dos o más razas. Del total de la población el 1.07% eran hispanos o latinos de cualquier raza.